# Lista siturilor arheologice din județul Dâmbovița - P
Lista siturilor arheologice din județul Dâmbovița - P conține toate siturile arheologice din județul Dâmbovița înscrise în Repertoriul Arheologic Național (RAN) și aflate în localități al căror nume începe cu litera P. RAN este administrat de Ministerul Culturii și Patrimoniului Național și cuprinde date științifice, cartografice, topografice, imagini și planuri, precum și orice alte informații privitoare la zonele cu potențial arheologic, studiate sau nu, încă existente sau dispărute.
Puteți căuta un sit din localitățile care încep cu litera P folosind formularul de mai jos sau puteți naviga prin toate siturile din județ la Lista siturilor arheologice din județul Dâmbovița.
| Cod RAN                                  | Denumire | Localitate                                            | Adresă                                         | Datare                                     | Descoperit | Coordonate                                    | Imagine           | Erori            |
| ---------------------------------------- | --- | ----------------------------------------------------- | ---------------------------------------------- | ------------------------------------------ | ---------- | --------------------------------------------- | ----------------- | ---------------- |
| 66900.01.01 (Cod LMI: DB-I-m-B-17106.03) | Situl arheologic de la Petrești - "40 de cruci" / ansamblu anonim (Categorie: locuire civilă) (Tip: Așezare)                                                                                        | sat Petrești, comuna Corbii Mari                      | 40 de cruci                                    | Gumelnița                                  |            | 44°33′10″N 25°27′24″E / 44.55278°N 25.45667°E | Încărcați imagine | Raportați eroare |
| 66900.01.02 (Cod LMI: DB-I-m-B-17106.02) | Situl arheologic de la Petrești - "40 de cruci" / ansamblu anonim (Categorie: locuire civilă) (Tip: Așezare)                                                                                        | sat Petrești, comuna Corbii Mari                      | 40 de cruci                                    |                                            |            | 44°33′10″N 25°27′24″E / 44.55278°N 25.45667°E | Încărcați imagine | Raportați eroare |
| 66900.01.03 (Cod LMI: DB-I-m-B-17106.01) | Situl arheologic de la Petrești - "40 de cruci" / ansamblu anonim (Categorie: locuire civilă) (Tip: Așezare)                                                                                        | sat Petrești, comuna Corbii Mari                      | 40 de cruci                                    | daco-romană sec. III                       |            | 44°33′10″N 25°27′24″E / 44.55278°N 25.45667°E | Încărcați imagine | Raportați eroare |
| 67381.01.01 (Cod LMI: DB-I-m-B-17107.02) | Situl arheologic medieval de la Picior de Munte - "Valea bisericii" / ansamblu anonim (Categorie: locuire) (Tip: Așezare)                                                                           | sat Picior de Munte, comuna Dragodana                 | Valea bisericii                                | sec. XVI - XVIII                           |            |                                               | Încărcați imagine | Raportați eroare |
| 67381.01.02 (Cod LMI: DB-I-s-B-17107)    | Situl arheologic medieval de la Picior de Munte - "Valea bisericii" / ansamblu anonim (Categorie: locuire) (Tip: Necropolă)                                                                         | sat Picior de Munte, comuna Dragodana                 | Valea bisericii                                | sec. XVI - XVIII                           |            |                                               | Încărcați imagine | Raportați eroare |
| 68486.01.01 (Cod LMI: DB-I-s-B-17108)    | Așezarea eneolitică de la Pitaru - "Măgura" / ansamblu anonim (Categorie: locuire civilă) (Tip: Așezare)                                                                                            | sat Pitaru, comuna Potlogi                            | Măgura                                         | Gumelnița                                  |            |                                               | Încărcați imagine | Raportați eroare |
| 68486.02.01 (Cod LMI: DB-I-s-B-17109)    | Necropola tumulară de la Pitaru - "Movile" / ansamblu anonim (Categorie: descoperire funerară) (Tip: Necropolă tumulară)                                                                            | sat Pitaru, comuna Potlogi                            | Movile                                         |                                            |            |                                               | Încărcați imagine | Raportați eroare |
| 66134.02.01 (Cod LMI: DB-I-s-B-17110)    | Tumulul de la Plopu - "Movila" / ansamblu anonim (Categorie: descoperire funerară) (Tip: Tumul) | sat Plopu, oraș Titu                                  | Movila                                         | mil.II a.Hr.                               |            |                                               | Încărcați imagine | Raportați eroare |
| 68495.01.01 (Cod LMI: DB-I-s-B-17112)    | Așezarea romană de la Podu Cristinii - "Pod" / ansamblu anonim (Categorie: locuire civilă) (Tip: Așezare)                                                                                           | sat Podu Cristinii, comuna Potlogi                    | Pod                                            | Sântana de Mureș - Cerneahov sec. II - III |            |                                               | Încărcați imagine | Raportați eroare |
| 68477.03.01 (Cod LMI: DB-I-m-B-17113.02) | Situl arheologic de la Potlogi - "Primărie și Școala" / ansamblu anonim (Categorie: locuire civilă) (Tip: Așezare)                                                                                  | sat Potlogi, comuna Potlogi                           | Primărie și Școala                             | sec. II - III                              |            |                                               | Încărcați imagine | Raportați eroare |
| 68477.03.02 (Cod LMI: DB-I-m-B-17113.01) | Situl arheologic de la Potlogi - "Primărie și Școala" / ansamblu anonim (Categorie: locuire civilă) (Tip: Așezare)                                                                                  | sat Potlogi, comuna Potlogi                           | Primărie și Școala                             | sec. IV                                    |            |                                               | Încărcați imagine | Raportați eroare |
| 68477.02.01 (Cod LMI: DB-I-s-B-17114)    | Așezarea daco-romană de la Potlogi -"Grădinița Dorobanțu, Gheorghe și Onete Vasilica" / ansamblu anonim (Categorie: locuire civilă) (Tip: Așezare)                                                  | sat Potlogi, comuna Potlogi                           | Grădinița Dorobanțu Gheorghe și Onete Vasilica | sec. IV                                    |            |                                               | Încărcați imagine | Raportați eroare |
| 65360.01.01 (Cod LMI: DB-I-s-B-17115)    | Situl arheologic de la Priseaca - "Pădurea Obreja" / ansamblu anonim (Categorie: locuire civilă) (Tip: Așezare)                                                                                     | localitate componentă Priseaca, municipiul Târgoviște | Pădurea Obreja                                 |                                            |            |                                               | Încărcați imagine | Raportați eroare |
| 65360.01.02 (Cod LMI: DB-I-s-B-17115)    | Situl arheologic de la Priseaca - "Pădurea Obreja" / ansamblu anonim (Categorie: locuire civilă) (Tip: Așezare)                                                                                     | localitate componentă Priseaca, municipiul Târgoviște | Pădurea Obreja                                 | sec. IV                                    |            |                                               | Încărcați imagine | Raportați eroare |
| 65823.01.01 (Cod LMI: DB-I-s-A-17116)    | Situl arheologic de la Puntea de Greci - "Dealul Sârbilor" / ansamblu anonim (Categorie: locuire civilă) (Tip: Așezare)                                                                             | sat Puntea de Greci, comuna Petrești                  | Dealul Sârbilor                                | Glina                                      |            |                                               | Încărcați imagine | Raportați eroare |
| 65823.01.02 (Cod LMI: DB-I-m-A-17116.05) | Situl arheologic de la Puntea de Greci - "Dealul Sârbilor" / ansamblu anonim (Categorie: locuire civilă) (Tip: Așezare)                                                                             | sat Puntea de Greci, comuna Petrești                  | Dealul Sârbilor                                | Tei                                        |            |                                               | Încărcați imagine | Raportați eroare |
| 65823.01.03 (Cod LMI: DB-I-m-A-17116.04) | Situl arheologic de la Puntea de Greci - "Dealul Sârbilor" / ansamblu anonim (Categorie: locuire civilă) (Tip: Așezare)                                                                             | sat Puntea de Greci, comuna Petrești                  | Dealul Sârbilor                                | sec. VI - V a. Chr.                        |            |                                               | Încărcați imagine | Raportați eroare |
| 65823.01.04 (Cod LMI: DB-I-m-A-17116.03) | Situl arheologic de la Puntea de Greci - "Dealul Sârbilor" / ansamblu anonim (Categorie: locuire civilă) (Tip: Așezare)                                                                             | sat Puntea de Greci, comuna Petrești                  | Dealul Sârbilor                                | geto-dacică sec. II - I a. Chr.            |            |                                               | Încărcați imagine | Raportați eroare |
| 65823.01.05 (Cod LMI: DB-I-m-A-17116.01) | Situl arheologic de la Puntea de Greci - "Dealul Sârbilor" / ansamblu anonim (Categorie: locuire civilă) (Tip: Așezare)                                                                             | sat Puntea de Greci, comuna Petrești                  | Dealul Sârbilor                                | sec. IX - X                                |            |                                               | Încărcați imagine | Raportați eroare |
| 65823.02.01 (Cod LMI: DB-I-s-A-17117)    | Necropola din epoca bronzului de la Puntea de Greci - "Măguri" / ansamblu anonim (Categorie: descoperire funerară) (Tip: Necropolă tumulară)                                                        | sat Puntea de Greci, comuna Petrești                  | Măguri sau Grădini                             |                                            |            |                                               | Încărcați imagine | Raportați eroare |
| 65823.03.01 (Cod LMI: DB-I-s-B-17118)    | Așezarea Gumelnița de la Puntea de Greci - "Movila lui Marcu" / ansamblu anonim (Categorie: locuire civilă) (Tip: Așezare)                                                                          | sat Puntea de Greci, comuna Petrești                  | Movila lui Marcu                               | Gumelnița                                  |            |                                               | Încărcați imagine | Raportați eroare |
| 65823.04.01 (Cod LMI: DB-I-m-B-17119.02) | Situl arheologic de la Puntea de Greci - "Puțul lui Năstase" / ansamblu anonim (Categorie: locuire civilă) (Tip: Așezare)                                                                           | sat Puntea de Greci, comuna Petrești                  | Puțul lui Năstase                              | Tei                                        |            |                                               | Încărcați imagine | Raportați eroare |
| 65823.04.02 (Cod LMI: DB-I-m-B-17119.01) | Situl arheologic de la Puntea de Greci - "Puțul lui Năstase" / ansamblu anonim (Categorie: locuire civilă) (Tip: Așezare)                                                                           | sat Puntea de Greci, comuna Petrești                  | Puțul lui Năstase                              | Sântana de Mureș - Cerneahov sec. IV       |            |                                               | Încărcați imagine | Raportați eroare |
| 66134.01.01 (Cod LMI: DB-I-s-B-17111)    | Necropola din epoca bronzului de la Plopu / ansamblu anonim (Categorie: descoperire funerară) (Tip: Necropolă tumulară)                                                                             | sat Plopu, oraș Titu                                  |                                                |                                            |            |                                               | Încărcați imagine | Raportați eroare |
| 66900.02.01                              | Siliștea satului Hamul / ansamblu anonim (Categorie: locuire civilă) (Tip: Siliște) | sat Petrești, comuna Corbii Mari                      |                                                | sec. XVIII                                 |            |                                               | Încărcați imagine | Raportați eroare |
| 67210.01.01                              | Situl arheologic de la Pătroaia Vale / ansamblu anonim (Categorie: locuire) (Tip: Locuire) | sat Pătroaia Vale, comuna Crângurile                  |                                                |                                            | 2004       |                                               | Încărcați imagine | Raportați eroare |
| 67210.01.02                              | Situl arheologic de la Pătroaia Vale / ansamblu anonim (Categorie: locuire) (Tip: Locuire) | sat Pătroaia Vale, comuna Crângurile                  |                                                |                                            | 2004       |                                               | Încărcați imagine | Raportați eroare |
| 68413.02.01 (Cod LMI: DB-II-m-A-17638)   | Biserica "Adormirea Maicii Domnului", "Sf. Paraschiva" de la Pietroșița / ansamblu Biserica "Adormirea Maicii Domnului", "Sf. Paraschiva" (Categorie: structură de cult/religioasă) (Tip: Biserică) | sat Pietroșița, comuna Pietroșița                     | str. Joseni                                    | 1765 - 1767                                |            |                                               | Încărcați imagine | Raportați eroare |
| 68486.03.01 (Cod LMI: DB-II-m-A-17645)   | Biserica "Adormirea Maicii Domnului" de la Pitaru / ansamblu Biserica "Adormirea Maicii Domnului" (Categorie: structură de cult/religioasă) (Tip: Biserică)                                         | sat Pitaru, comuna Potlogi                            | str. Strâmbeanu                                | 1727 - 1730                                |            |                                               | Încărcați imagine | Raportați eroare |
| 68477.01.01 (Cod LMI: DB-II-a-A-17654)   | Ansamblul Palatului Brâncovenesc de la Potlogi / ansamblu Ansamblul Palatului Brâncovenesc (Categorie: construcție) (Tip: Palat)                                                                    | sat Potlogi, comuna Potlogi                           |                                                | 1698                                       |            |                                               | Încărcați imagine | Raportați eroare |
| 68477.01.01 (Cod LMI: DB-II-a-A-17654)   | Ansamblul Palatului Brâncovenesc de la Potlogi / ansamblu Ansamblul Palatului Brâncovenesc / complex anonim (Categorie: construcție) (Tip: turn)                                                    | sat Potlogi, comuna Potlogi                           |                                                | 1698                                       |            |                                               | Încărcați imagine | Raportați eroare |
| 68477.01.02 (Cod LMI: DB-II-a-A-17654)   | Ansamblul Palatului Brâncovenesc de la Potlogi / ansamblu anonim (Categorie: construcție) (Tip: Incintă)                                                                                            | sat Potlogi, comuna Potlogi                           |                                                | 1698                                       |            |                                               | Încărcați imagine | Raportați eroare |
| 68495.02.01                              | Așezarea geto-dacică de la Podu Cristinii / ansamblu anonim (Categorie: locuire) (Tip: Așezare) | sat Podu Cristinii, comuna Potlogi                    |                                                | geto-dacică sec. II-III                    | 1972       |                                               | Încărcați imagine | Raportați eroare |
| 68495.03.01                              | Tezaurul dacic de la Podu Cristinii- Vatra satului / ansamblu anonim (Categorie: depozit/tezaur) (Tip: tezaur)                                                                                      | sat Podu Cristinii, comuna Potlogi                    | Vatra satului                                  | Vârteju - București                        |            |                                               | Încărcați imagine | Raportați eroare |
| 68538.01.01                              | Valul roman de la Produlești- Canal / ansamblu anonim (Categorie: fortificație) (Tip: Val) | sat Produlești, comuna Produlești                     | Canal                                          | romană                                     |            |                                               | Încărcați imagine | Raportați eroare |
| 68761.01.01                              | Biserica satului de la Piatra / ansamblu anonim (Categorie: construcție de cult) (Tip: biserică) | sat Piatra, comuna Runcu                              |                                                | sec. XVIII                                 |            |                                               | Încărcați imagine | Raportați eroare |
| 68761.02.01                              | Siliștea medievală de la Piatra / ansamblu siliștea medievală a satului Podu lui Giurcu (Categorie: locuire) (Tip: Siliște)                                                                         | sat Piatra, comuna Runcu                              |                                                | sec. XVII                                  |            |                                               | Încărcați imagine | Raportați eroare |